# 펠리치안 스와보이 스크와트코프스키

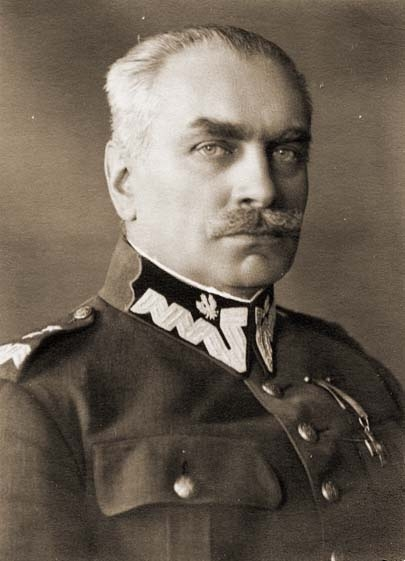
스크와트코프스키 (1938년)

펠리치안 스와보이 스크와트코프스키(폴란드어: Felicjan Sławoj Składkowski, 1885년 6월 9일 ~ 1962년 8월 31일)는 폴란드의 의사, 장교, 정치인이었다.
러시아 제국령이던 폴란드 입헌왕국의 공빈(Gąbin)에서 태어나 크라쿠프의 야기에우워 대학교에서 의학을 공부하고 1911년 졸업한 이후 의사로 일했다. 제1차 세계대전 당시 폴란드 군단에 참여하였고 이후에는 소비에트-폴란드 전쟁에서도 싸웠다. 1924년 준장 계급으로 유제프 피우수트스키에 의해 폴란드군 의무 부서 수장직에 임명되었고 1926년 피우수트스키의 5월 쿠데타 이후 내무부 장관을 역임했다. 1936년에는 총리 겸 내무부 장관직에 올랐으며, 3년 4개월 간 내각이 유지되어 전간기 폴란드 제2공화국에서 가장 오랫동안 총리직을 맡은 인물이 되었다. 최초의 개신교도 총리이기도 했다. 총리 재임 동안 그는 농촌의 위생 상태 개선을 위해 화장실 설치 의무 법령을 발표했고 이후 폴란드의 집집마다 "sławojki"라는 별칭으로도 불린 나무 뒷간들이 설치되었다. 총리로 재임하던 중 1939년 9월 독일의 폴란드 침공이 일어났고 그는 루마니아로 도망갔다가 터키, 팔레스타인을 거쳐 1947년 영국에 정착하여 1962년 사망할 때까지 그곳에 살았다.